# Copaifera multijuga
Copaifera multijuga är en ärtväxtart som beskrevs av Friedrich Gottlob Hayne. Copaifera multijuga ingår i släktet Copaifera, och familjen ärtväxter. Inga underarter finns listade i Catalogue of Life.